# تويتر (شركة)
شركة تويتر (بالإنجليزية: Twitter, Inc.) كانت شركة وسائل تواصل اجتماعي أمريكية مقرها في سان فرانسيسكو، كاليفورنيا. امتلكت الشركة سابقًا خدمة التواصل الاجتماعي تويتر وتطبيق فاين للفيديوهات القصيرة وخدمة بيريسكوب للبث المباشر.
أسس كلٌ من جاك دورسي، ونوح غلاس، وبيز ستون، وإيفان ويليامز منصة تويتر في مارس 2006 وتم إطلاقها في يوليو. اعتبارًا من 2012، قام أكثر من 100 مليون مستخدم بتغريد 340 مليون تغريدة يوميًا، وتعاملت الخدمة مع متوسط 1.6 مليار استعلام بحث يوميًا. تم طرح الشركة للاكتتاب العام في نوفمبر 2013. اعتبارًا من 2019، كان لدى تويتر أكثر من 330 مليون مستخدم نشط شهريًا.
وافقت شركة تويتر في 25 أبريل 2022 على صفقة استحواذ بقيمة 44 مليار دولار من قبل إيلون ماسك، الرئيس التنفيذي لشركتي سبيس إكس وتسلا، وهي واحدة من أكبر الصفقات لتحويل شركة إلى شركة خاصة. في 8 يوليو، تراجع ماسك الصفقة، مما نتج عنه انخفاض أسهم تويتر، مما أدى إلى رفع كبار مسؤولي الشركة لدعوى قضائية ضد ماسك في محكمة ديلاوير في 12 يوليو. في 4 أكتوبر، أعلن ماسك عن نيته شراء الشركة كما وافق، مقابل 44 مليار دولار، أو 54.20 دولار للسهم. اكتملت الاتفاقية في 27 أكتوبر.
بعد استحواذ ماسك، تعرض تويتر لانتقادات بسبب زيادة خطاب الكراهية، بالإضافة إلى إعطاء الأولوية للمحتوى اليميني. اتسم استحواذه على الشركة بتغييرات واسعة النطاق في السياسة، وإنهاء خدمات جماعي واستقالات (تسريح العمال)، وتحول دراماتيكي في ثقافة عمل الشركة. بعد تولي ماسك زمام الأمور، تم دمج تويتر مع "X Holdings"،  وبالتالي لم تعد تويتر شركةً مستقلةً، وإنما جزءًا من شركة X Corp. 

## الخدمات

### تويتر
تويتر خدمة شبكة اجتماعية يقوم المستخدمون من خلالها بإرسال نصوص وصور ومقاطع فيديو عامة أو خاصة والرد عليها وتُعرف باسم "التغريدات".

### الخدمات السابقة

#### فاين
في 5 أكتوبر 2012، استحوذت شركة تويتر على شركة مقاطع فيديو تسمى فاين والتي تم إطلاقها في يناير 2013. أصدرت الشركة فاين كتطبيقٍ مستقلٍ يسمح للمستخدمين بإنشاء ومشاركة مقاطع فيديو متكررة مدتها ست ثوانٍ في 24 يناير 2013. تظهر مقاطع فيديو فيان التي تمت مشاركتها على توتير مباشرةً في خلاصات تويتر الخاصة بالمستخدمين. في 27 أكتوبر 2016، أعلن تويتر أنه سيعطل جميع التحميلات، ولكن سيستمر العمل في العرض والتنزيل. في 20 يناير 2017، أطلق تويتر أرشيفًا على الإنترنت لجميع مقاطع فيديو فيان التي تم نشرها سابقًا. تم إيقاف الأرشيف رسميًا في أبريل 2019.

#### بيريسكوب
في 13 مارس 2015، أعلنت شركة تويتر عن استحواذها على بيريسكوب، وهو تطبيق يسمح بالبث المباشر للفيديو. تم إطلاق بيريسكوب في 26 مارس 2015. نظرًا لانخفاض الاستخدام، وإعادة تنظيم المنتج، وتكاليف الصيانة المرتفعة، فقد تم إيقاف الخدمة في 31 مارس 2021. ومع ذلك، لا يزال من الممكن مشاهدة مقاطع بيريسكوب السابقة عبر تويتر ويتم الآن دمج معظم ميزاتها الأساسية في التطبيق.

#### كراشليتكس وفابريك
استحوذت شركة تويتر على كراشليتكس في 28 يناير 2013، وهي أداة للإبلاغ عن الأعطال للمطورين، مقابل أكثر من 100 مليون دولار، وهي أكبر عملية استحواذ لها في ذلك الوقت. التزم تويتر بمواصلة دعم الخدمة وتوسيعها.
في أكتوبر 2014، أعلنت الشركة أيضًا عن فابريك، وهي مجموعة من أدوات مطوري الأجهزة المحمولة المبنية حول كراشليتكس. جمعت خدمة فابريك بين كراشليتكس، وآنسرسز (تحليلات تطبيقات الهاتف المحمول)، وبيتا (توزيع تطبيقات الهاتف المحمول)، وديجيتز (هوية تطبيقات الهاتف المحمول وخدمات المصادقة)، وموبب، وتويتر كيت (تسجيل الدخول باستخدام تويتر ووظيفة عرض التغريدات) في حزمة أدوات تطوير البرمجيات معيارية واحدة، مما يسمح للمطورون باختيار الميزات التي يحتاجونها مع ضمان سهولة التثبيت والتوافق. من خلال بناء فابريك فوق كراشليتكس، تمكن تويتر من الاستفادة من اعتماد كراشليتكس الكبير وبصمة الجهاز لتوسيع نطاق استخدام موبب وتويتر كيت بسرعة. وصل فابريك إلى التوزيع النشط عبر مليار جهاز محمول بعد 8 أشهر فقط من إطلاقه.
في أوائل عام 2016، أعلنت تويتر أنه تم تثبيت فابريك على أكثر من 2 مليار جهاز نشط ويستخدمه أكثر من 225,000 مطور. تم الاعتراف بفابريك كأكثر تقارير الأعطال شيوعًا وأيضًا الحل الأول لتحليلات الأجهزة المحمولة من بين أفضل 200 تطبيق آي أو إس، متفوقًا على جوجل أناليتكس وفلوري وميكسبانل. في يناير 2017، استحوذت جوجل على فابريك من تويتر ودمجته لاحقًا في نظام فايربيس الأساسي.

#### ريفيو
كانت ريفيو خدمةً تتيح للكتاب إنشاء نشرات إعلامية بالبريد الإلكتروني وتقديم اشتراكات مجانية أو مدفوعة لهم. تأسست ريفيو في هولندا في عام 2015 واستحوذت عليها تويتر في 26 يناير 2021. في 14 ديسمبر 2022، أعلنت شركة تويتر أنه سيتم إيقاف الخدمة في 18 يناير 2023، وعندها سيتم حذف جميع بيانات المستخدم.

## القيادة

### قائمة الرؤساء
1. جاك دورسي (2008-2015)
2. أوميد كردستاني (2015-2020)
3. باتريك بيشيت (2020-2021)
4. بريت تايلور (2021-2022)

### قائمة الرؤساء التنفيذيين
1. جاك دورسي (2006-2008)؛ الدورة الأولى.
2. إيفان ويليامز (2008-2010)
3. ديك كوستولو (2010-2015)
4. جاك دورسي (2015-2021)؛ الدورة الثانية.
5. باراغ أغراوال (2021-2022)
6. إيلون ماسك (2022-2023)

## وصلات خارجية
- الموقع الرسمي